# キュナード・ホワイト・スター・ライン
キュナード・ホワイト・スター・ライン（Cunard White Star Line）は、1934年にキュナード・ラインとホワイト・スター・ラインが合併したことにより誕生した、海運企業である。

## 概要
国際海運商事（IMM）の子会社であったホワイト・スター・ラインは、経営不振や所有していた船舶の事故により、1926年、王立郵船に売却され、1934年、キュナード・ラインに吸収合併された。これは政府から建造中の客船クイーン・メリーの資金援助を受けるためという側面もあった。これにより、キュナード・ラインは社名を「キュナード・ホワイト・スター・ライン」と改めた。また、同時に「ホワイト・スター・ライン・リミテッド」という別会社が誕生している（注：両社は別の会社で、全く関係がない）。

## ホワイト・スター・ラインの消滅
その後もキュナード・ホワイト・スター・ラインは数々の客船を運航していたが、1945年、別会社「ホワイト・スター・ライン・リミテッド」が解散し、同時にキュナード・ホワイト・スター・ラインはキュナード・ラインに社名を戻したため、ホワイト・スター・ラインは事実上消滅した。

## その後
キュナード・ラインはその後経営不振に陥り、1998年、アメリカ合衆国の海運企業「カーニバル・コーポレーション」の傘下に入った。